# Ратибор (князь Померелии)
Рацибор (ок. 1212 — 6 июня 1272) — князь бялогардский (1233—1262). Младший сын поморского князя-наместника Мстивоя I (1205—1219/1220) и Звниславы (ум. 1240), которая была дочерью или великого князя Мешко III Старого, или князя Ратибора I Померанского.

## Биография
После смерти своего отца Мстивоя I его младшие сыновья Вартислав, Самбор и Рацибор находились в течение двенадцати лет под опекой своего старшего брата, князя восточно-поморского Святополка II Великого.
Около 1233 года Рацибор стал самостоятельно править в своём Бялогардском уделе (столица Бялогард над Лебой). В 1237 году Рацибор бялогардский, подстрекаемый своим братом Самбором, вторгся в Слупскую землю. В отместку в 1238 году Святополк захватил и сжег замок Бялогард. Рацибор, чтобы сохранить свой удел, вынужден был примириться со старшим братом.
В 1243 году Рацибор Бялоградский заключил союз с князем Казимиром Куявским и Тевтонским орденом против своего старшего брата Святополка. В ответ Святополк II, считавший эти действия Рацибора нарушением предыдущих обещаний, заключил его в темницу. После освобождения из плена, приблизительно в 1248 году, Рацибор вернулся в Бялогардский удел и остался верным союзником Святополка.
В 1262 (по другим версиям - в 1269) году Рацибор вступил в Тевтонский орден и завещал крестоносцам своё княжество.